# Яд Харуцім
Яд Харуцім (івр. יד חרוצים, «Старанна рука») — єврейське об’єднання кваліфікованих майстрів і ремісників, що діяло з метою взаємодопомоги, соціальної підтримки та поліпшення добробуту нужденних членів громади.
Історія та діяльність
Асоціація «Яд Харуцім» об’єднувала ремісників та майстрів різних професій, серед яких були як заможні представники, так і ті, хто ледве заробляв на життя. Організація надавала соціальну допомогу, підтримувала нужденних членів громади та піклувалася про добробут своїх учасників.
Одним із ключових напрямів діяльності асоціації була медична допомога: члени товариства доглядали за хворими, включно з нічними візитами до самотніх пацієнтів.
Фінансування
Асоціація часто стикалася з фінансовими труднощами та нестачею коштів для покриття своїх витрат. Для поповнення скарбниці вона проводила різноманітні заходи, серед яких:
• театральні вистави,
• благодійні вечори,
• збір коштів і інші подібні ініціативи.
Також фінансову підтримку надавали іммігранти з Америки — євреї, які виїхали до обох Америк, але продовжували допомагати своїй громаді на батьківщині.
Внесок Іди Фейєрман
Особливе місце в історії асоціації займає доктор Іда Фейєрман. Вона присвятила себе медичній допомозі членам товариства, навіть за символічну або повну відсутність зарплати. Доктор Фейєрман безкоштовно забезпечувала пацієнтів необхідними ліками, піклуючись про їхнє здоров’я та добробут.
Засновники
Серед засновників асоціації «Яд Харуцим» були:
• Янкель Бібрінґ,
• Залман Спунд,
• Мейр Цайхнер,
• Девід Зеліґ Ґлейс,
• Ю.Й. Драшер,
• Шая Юнг.

## Значення
«Яд Харуцім» відігравала важливу роль у житті єврейської громади, сприяючи підтримці ремісників та майстрів, допомагаючи нужденним і забезпечуючи взаємодопомогу серед членів товариства. Її діяльність є прикладом єврейської соціальної солідарності та взаємопідтримки на рубежі XIX–XX століть.